# Neue Zeit

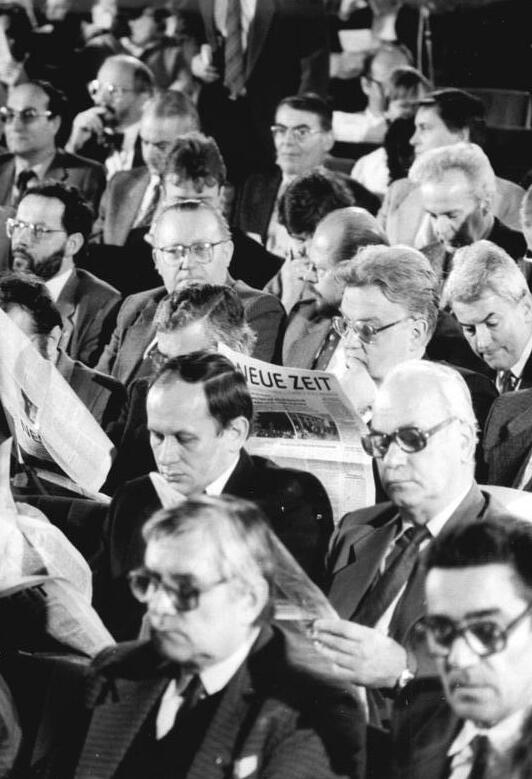
Die Neue Zeit beim CDU-Sonderparteitag 1989

Die Neue Zeit (Eigenschreibweise NEUE ZEIT) war eine deutsche Tageszeitung, die von 1945 bis 1994 erschien. Die erste Ausgabe wurde am 22. Juli 1945 als Tageszeitung der Christlich-Demokratischen Union Deutschlands, von der Sowjetischen Militäradministration in Deutschland lizenziert, in einer Auflage von 200.000 Exemplaren und mit großem publizistischen Erfolg herausgegeben. Die Auslieferung übernahm anfangs der Vertrieb im Druckhaus Tempelhof des Deutschen Verlags vormals Ullstein. Beispielsweise wurde im Zeitraum vom 1. bis 4. August 1945 für die verkaufte Auflage der Neuen Zeit, die täglich 103.340 Exemplare bei einer Druckauflage von 105.000 Stück betrug, eine Gutschrift vom Vertrieb Deutscher Verlag zu Gunsten der CDU-eigenen Union Verlag GmbH. erstellt. Gedruckt wurde die Zeitung in der Berliner Verlagsanstalt GmbH. Das Zeitungspapier für die Neue Zeit lieferte der Verlag der Zeitung Tägliche Rundschau, welcher der Besatzungsbehörde direkt unterstand. Die Zeitung Neue Zeit war später in der DDR bis zum 11. November 1989 das Zentralorgan der Christlich-Demokratischen Union Deutschlands (CDU in der DDR, auch Ost-CDU genannt).

## Von der Gründung bis zur Gleichschaltung

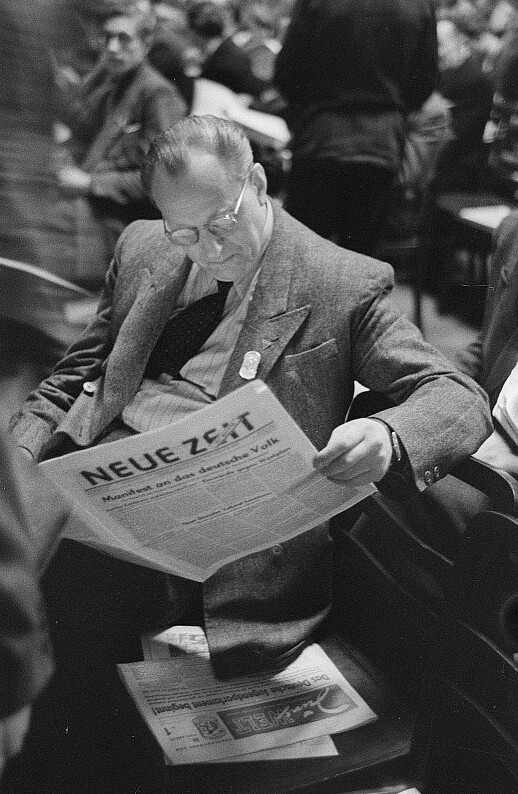
Otto Grotewohl liest die Zeitung 1949

Die Neue Zeit wurde am 22. Juli 1945 in der Vier-Sektorenstadt Berlin gegründet. Sie gehörte bis 1948 zur Union-Verlag GmbH, die als Zeitungsverlag ins Handelsregister eingetragen wurde. Die Geschäftsführung bestand bis September 1947 aus Hermann Katzenberger (* 1891; † 1958), dem früheren politischen Direktor der Zentrumszeitung Germania, und vier Prokuristen, wobei Katzenberger als „Verlagsdirektor UNION VERLAG“ fungierte.
Geheimrat Katzenberger hatte sich nach Gründung der Christlich-Demokratischen Union federführend für ein eigenes Zeitungsprojekt der CDU eingesetzt. Er arbeitete das erste Konzept unter Nennung des Zeitungsnamens Neue Zeit am 21. Juni 1945 aus, das in ein weiteres Konzept vom 3. Juli 1945 einfloss. An der Ausarbeitung dieses Konzepts war der nachmalige erste Chefredakteur Emil Dovifat (* 1890; † 1969) beteiligt. Die Publikation stand der neugegründeten CDU nahe, war zugleich aber auch Forum demokratischer Meinungsbildung. Trotzdem verstand sie sich als Mitgestalterin eines „christlichen Sozialismus“.

### Zensur
Die Ausgaben der Neuen Zeit unterlagen zunächst einer Vorzensur. Alle Beiträge mussten vorab von der sowjetischen Besatzungsbehörde Berlins genehmigt werden, in deren Sektor das Verlags- und Redaktionsgebäude lag. Auch als 1947 die Vorzensur formal aufgehoben wurde, unterlag die Zeitung der Kontrolle durch die Machthaber. Neben der Einflussnahme auf die Redaktion war vor allem die Zuteilung von Papier und Druckkapazitäten ein wesentliches Druckmittel. Bereits frühzeitig durften westliche Nachrichtenagenturen nicht mehr verwendet werden. Das spätere Zentralorgan Neue Zeit war die auflagengrößte Tageszeitung innerhalb der CDU-Tagespresse, die insgesamt mit rund 180.000 angegeben wurde. Eine verbürgte Auflagenzahl aus dem Jahr 1981 nennt für die Neue Zeit (A-Republik- und B-Berlin-Ausgabe) insgesamt 86.100 Stück.
Die Neue Zeit versprach in ihrer ersten Ausgabe „die notwendige Unterrichtung, insbesondere aber auch die unerlässliche sachliche Urteilsgrundlage“, auf der sich die Leser ihre Meinung selbst bilden könnten. Chefredakteur Emil Dovifat forderte im Leitartikel die Leser zu „Kritik“ und „Anregung“ auf, jedoch mit der Bitte „jene bejahende Grundhaltung gelten zu lassen, die in der großen Politik wie im Alltag uns leiten und durchdringen muss.“ Dovifat nahm dabei Bezug auf den Gründungsaufruf der CDU, welcher der Erstausgabe der Neuen Zeit beigelegt worden war, und formulierte nicht zuletzt mit Blick auf die Nachkriegssituation: „Er wird die geistige Grundlage unserer Zeitung sein, auf der sie, unter Anerkennung der der Besatzungsbehörde zustehenden Befugnisse, arbeiten wird.“ Als Zeitungswissenschaftler war ihm bewusst, dass es Aufgabe von Redaktion und Verlag sein musste, „eine echte Lesergemeinde, eine Lesergemeinschaft um dieses Blatt zu sammeln im Geiste der Union christlicher und demokratischer Kräfte“, damit das neue Zeitungsprojekt gelingen konnte. Bereits am 10. Juli 1945 wurde Emil Dovifat erster Chefredakteur für die Neue Zeit. Im Oktober 1945 erzwangen die Besatzungsbehörden seine Entlassung. Offiziell wurden ihm Veröffentlichungen im Dritten Reich vorgeworfen. Sein Nachfolger als Chefredakteur, Rudolf Pechel, sah sich bereits kurz darauf mit einem besonders dreisten Eingriff der sowjetischen Zensur konfrontiert. Am 21. Dezember 1945 wurde die Zeitung gezwungen, auf der Titelseite einen von der SMAD formulierten Artikel über die Entfernung von Andreas Hermes aus dem Vorstand der CDU zu drucken. Dieser nicht wahrheitsgemäße Artikel wurde ohne Hinweis auf den Autor als Artikel der Redaktion gedruckt. Auch wenn es Jakob Kaiser gelang, später eine Gegendarstellung durch die Zensur zu bekommen, sah Pechel keine Basis mehr für eine Weiterarbeit. Er wechselte in den Westen und übergab die Funktion als Chefredakteur seinem bisherigen Stellvertreter Wilhelm Gries. Otto Nuschke, Mitbegründer der CDU 1945 in Berlin sowie Nachfolger des Verlagsdirektors Hermann Katzenberger und Lizenzträger nach dem Ausscheiden des Chefredakteurs Wilhelm Gries am 20. Dezember 1947, führte im Interesse des UNION-Verlages und der Redaktion Neue Zeit am 25. Dezember 1947 mit den „Herren der russ. Besatzungsmacht Maj. Mischin, Hptm. Kratin & Hptm. Saslawski [eine] Besprechung über die Neuordnung in der Zeitung“. Kratin war SMAD-Verbindungsoffizier zur Ost-CDU und letzterer Hauptzensor nach Beendigung der Vorzensur von Neue Zeit.

### Chefredakteure
Im Laufe der Jahrzehnte wurden weitere Chefredakteure von der Ost-CDU eingesetzt oder berufen:
- Walter Klein(-Reckard) (* 1890; † 1984)[18] von Dezember 1947 bis Februar 1950;[19]
- Alwin Schaper (* 1898; † 1979)[20] 1950 bis 1961;
- Hermann Kalb (* 1924; † 2011) von 1961 bis 1971[21];
- Karl-Friedrich Fuchs (1921–1998)[22] 1971 bis 1973;
- Hans (eigentlich Johannes) Zillig (* 1934; † 2007)[23] von 1973 bis 1977;
- Dieter Eberle (* 1927; † 1994)[24] von 1977 bis 1989;
- Hans-Joachim Koppe (* 1934; † 2013).

In der Redaktionshierarchie standen die stellvertretenden Chefredakteure an zweiter Stelle, konnten aber durch ihre teilweise gleichzeitig ausgeübte Funktion als Chef vom Dienst und Mitglied des Redaktionskollegiums einen nicht unerheblichen Einfluss auf den spezifischen Inhalt der Zeitung nehmen:
- Karl Brammer (1945–1947),[25]
- Gerhard Fischer[26][27] (1954 bis 1956),
- Karl-Friedrich Fuchs (1957 bis 1961),
- Günter Wirth (1961 bis 1963),[28][29]
- Dieter Eberle (1964 bis 1974)[30] und Karl Bongardt (1964–1971)[31],
- Hans-Joachim Koppe (1974 bis 1989) und Hans Güth (1974[32]–1985; ab 1. Januar 1986 Eva Gonda).

Im Rahmen der weiteren, massiven Umwandlung der Ost-CDU in eine Blockpartei erfolgte auch die Gleichschaltung der Neuen Zeit. Am 19. Dezember 1947 wurde Chefredakteur Wilhelm Gries (zeitgleich mit der Absetzung von Jakob Kaiser und Ernst Lemmer als Vorsitzende der Ost-CDU) von der Sowjetischen Militäradministration entlassen. Gries flüchtete nach Westberlin und wurde dort Chefredakteur der Zeitung Der Tag, die von Kaiser herausgegeben wurde. Dabei vertritt Andreas Morgenstern im Deutschland Archiv die Auffassung, dass das Blatt nach der Gründung der DDR zu einem „Verlautbarungsorgan der Ost-CDU“ absank.

### Redaktionelle Linie 1989/1990
Die redaktionelle Linie änderte sich nach dem Mauerfall. Chefredakteur Koppe wurde im Januar 1990 zu den bisher bestehenden Einschränkungen der Berichterstattung durch das DDR-Presseamt so zitiert: „…die Medienpolitik der SED (sei) einfach ‚durchgestellt‘ worden. Verstöße wurden streng geahndet. Abweichler erhielten Schreib- oder Berufsverbot, mussten Selbstkritik üben oder wurden degradiert und strafversetzt.“
Aus dem Zentralorgan der Christlich-Demokratischen Union Deutschlands entwickelte sich eine unabhängige Tageszeitung, die ab dem 8. Februar 1990 den bis dahin im Untertitel noch vorhandenen Parteibezug ersetzte durch Zeitung für Deutschland – christlich, demokratisch, sozial. Einerseits wurde mit dem beibehaltenen Zeitungsnamen, jedoch geänderten Untertitel, die neue Ausrichtung der Tageszeitung sowie ihres Redaktionsteams dargelegt und andererseits dem ab diesem Datum erfolgten Freiverkauf auf dem Zeitungsmarkt im gesamten Stadtgebiet von Berlin und in ganz Deutschland Rechnung getragen. Die Redakteure wurden ab Februar 1990 auf Grund eines Schreibens der CDU an die Chefredaktion Neue Zeit nicht mehr von der Partei berufen. Seit Anfang 1972 wurde für jeden „Redakteur des Zentralorgans der CDU ‚Neue Zeit‘“ nach seiner Berufung eine „Berufungsurkunde“ mit dem CDU-Emblem und dem Parteinamen sowie der Unterschrift des Parteivorsitzenden ausgestellt, um die Verbundenheit mit dem Herausgeber zu festigen. Die redaktionelle Linie von Neue Zeit orientierte sich in der späten DDR an Kernsätzen des neuen CDU-Vorsitzenden Lothar de Maizière auf dem Sonderparteitag Ende 1989: „Wir werden lernen müssen, und wir wollen es lernen, unterschiedliche Strömungen und Flügel nicht nur in unserer Partei zu dulden, sondern in ein für die Politik der Union fruchtbares Gespräch zu bringen.“ In diesem Sinne wurde das ehemalige CDU-Zentralorgan Chronist und Kommentator des politischen Geschehens über die DDR hinaus.

## Nach der Wende
Nach der Wende wurde Neue Zeit an den Verlag der Frankfurter Allgemeinen Zeitung am 1. Juni 1990 verkauft mit dem Ziel, die führende Qualitätszeitung für Ost-Deutschland zu schaffen. Die ehemalige F.A.Z.-Korrespondentin in der DDR, Monika Zimmermann, wurde am 3. September 1990 als neue Chefredakteurin eingeführt und blieb bis zum Ende des Blattes 1994 in dieser Funktion. Einer der Geschäftsführer des neu gegründeten FAZ-Tochterverlages DZV Deutscher Zeitungsverlag GmbH, der beispielsweise die Neue Zeit herausgab, war von 1991 bis 1994 Herbert Hartmann. 1991 übernahm der Verlag von Neue Zeit die Abonnentenkartei der ehemaligen FDGB-Zeitung Tribüne und erreichte damit eine Auflage von 125.000 Exemplaren. Zum Februar 1992 wurden die in Halle und Weimar erscheinenden Zeitungen Der Neue Weg und Thüringer Tageblatt übernommen.

### Veränderte Gestaltung
Am 3. September 1993 erschien die Neue Zeit mit einem neuen Zeitungskopf. Bis dahin wurde der 1945 vom Berliner Grafiker Heinz Schwabe gestaltete Schriftzug „Neue Zeit“ für das Gesicht des CDU-Blattes ununterbrochen verwendet. Als erste deutsche Zeitung und wohl als erste Überregionale in der Welt wurde Neue Zeit auf Initiative des DZV-Geschäftsführers Hartmann auf blauem Papier gedruckt. Das Blatt wollte damit die inhaltliche Alleinstellung in den neuen Bundesländern optisch verdeutlichen. Bereits am 4. Oktober 1993 änderte die Neue Zeit ihren Kopf erneut, da die Hamburger Wochenzeitung Die Zeit eine einstweilige Verfügung gegen die Neue Zeit mit ihrem seit September 1993 eingesetzten Zeitungskopf erwirkt hatte. Jeden Tag veröffentlichte Neue Zeit ein Segment über die neuen deutschen Länder. Keine andere Zeitung in ganz Deutschland hatte in den Jahren nach der Wiedervereinigung mehr angesehene Journalistenpreise zugesprochen bekommen als Neue Zeit.

### Einstellung des Erscheinens 1994
Am 5. Juli 1994 erschien das Blatt zum letzten Mal. Die Zeitung musste ihr Erscheinen aus wirtschaftlichen Gründen einstellen. Zuletzt betrug die verkaufte Auflage kaum 30.000 Zeitungen am Tag, womit der Anspruch einer überregionalen Tageszeitung nicht mehr erfüllt werden konnte. Die Abonnenten der Neuen Zeit erhielten ein Schreiben vom Vertrieb der FAZ, in dem die Verluste mit „weit über 100 Millionen Mark innerhalb der letzten vier Jahre [auf Grund der] stark gesunkenen Auflage [und] fehlender Anzeigen“ angegeben wurden. „Die Hoffnungen der F.A.Z-Verlagsgruppe, die Neue Zeit als ostdeutsche Stimme zu erhalten und sie als unabhängige Tageszeitung auf dem deutschen Zeitungsmarkt neu zu positionieren“, erfüllten sich nicht.
Eine Aufarbeitung der DDR-Vergangenheit mit der Unterwanderung durch mindestens ein Dutzend inoffizieller Mitarbeiter der Staatssicherheit erfolgte nicht.